# Селамет
„Селамет“ (на турски: Selamet, в превод Спасение) е турски вестник, излизал в Солун, Гърция. Издател му е Али Кемалидин (Кемалидин бей), а редактор М. Селахаддин.